# Collegio di Bristol West
Bristol West è stato un collegio elettorale inglese situato nell'Avon e rappresentato alla camera dei Comuni del parlamento del Regno Unito. Eleggeva un membro del parlamento con il sistema maggioritario a turno unico; il collegio è stato abolito in occasione della revisione periodica del 2024.

## Estensione
- 1885-1918: i ward del Municipal Borough di Bristol di Clifton, St Augustine's, St Michael's e Westbury, e il distretto locale di Horfield.
- 1918-1950: i ward del County Borough di Bristol di Clifton North, Clifton South, Horfield, Redland, St Michael e Westbury-on-Trym.
- 1950-1955: i ward del County Borough di Bristol di Bishopston, Clifton, Redland, St Augustine, St James e St Michael.
- 1955-1974: i ward del County Borough di Bristol di Bishopston, Cabot, Clifton, Durdham e Redland.
- 1974-1983: come sopra, più District
- 1983-1997: i ward della Città di Bristol di Ashley, Bishopston, Cabot, Clifton, Cotham, Henleaze, Redland e Stoke Bishop.
- 1997-2010: come sopra, più Westbury-on-Trym.
- 2010-2024: come sopra, meno Westbury-on-Trym, Stoke Bishop e Henleaze, e con in più Clifton East, Easton e Lawrence Hill

Le modifiche implementate in occasione delle elezioni generali del 2010 furono estensive, e furono raccomandate dalla Boundary Commission for England, una commissione imparziale. I ward di Easton e Lawrence Hill furono spostati nel collegio di Bristol East, mentre quelli di Henleaze, Stoke Bishop e Westbury-on-Trym furono spostati in Bristol North West. Durante la revisione, fu rigettata la proposta di ri-denominare il collegio "Bristol Central".

## Membri del parlamento
| Elezione | Elezione                | Deputato            | Partito          |
| -------- | ----------------------- | ------------------- | ---------------- |
|          | 1885                    | Michael Hicks Beach | Conservatore     |
| 1906     | George Gibbs            |                     | Conservatore     |
| 1928 (S) | Cyril Thomas Culverwell |                     | Conservatore     |
| 1945     | Oliver Stanley          |                     | Conservatore     |
| 1951     | Walter Monckton         |                     | Conservatore     |
| 1957 (S) | Robert Cooke            |                     | Conservatore     |
| 1979     | William Waldegrave      |                     | Conservatore     |
|          | 1997                    | Valerie Davey       | Laburista        |
|          | 2005                    | Stephen Williams    | Lib Dem          |
|          | 2015                    | Thangam Debbonaire  | Laburista        |
|          | 2024                    | Collegio abolito    | Collegio abolito |

## Elezioni

### Elezioni negli anni 2010
| Partito                    | Partito                                | Candidato                  | Risultati 12 dicembre 2019 | Risultati 12 dicembre 2019 |
| Partito                    | Partito                                | Candidato                  | Voti                       | %                          |
| -------------------------- | -------------------------------------- | -------------------------- | -------------------------- | -------------------------- |
|                            | Laburista                              | Thangam Debbonaire         | 47 028                     | 62,27                      |
|                            | Verdi                                  | Carla Denyer               | 18 809                     | 24,90                      |
|                            | Conservatore                           | Suria Aujla                | 8 822                      | 11,68                      |
|                            | Brexit                                 | Neil Hipkiss               | 869                        | 1,15                       |
|                            |                                        |                            |                            |                            |
| Iscritti                   | Iscritti                               | Iscritti                   | 99 253                     | 100,00                     |
| ↳ Votanti (% su iscritti)  | ↳ Votanti (% su iscritti)              | ↳ Votanti (% su iscritti)  | 75 528                     | 76,10                      |
| ↳ Astenuti (% su iscritti) | ↳ Astenuti (% su iscritti)             | ↳ Astenuti (% su iscritti) | 23 725                     | 23,90                      |
|                            |                                        |                            |                            |                            |
|                            | Esito: collegio confermato a Laburista |                            |                            |                            |

| Partito                    | Partito                                | Candidato                  | Risultati 8 giugno 2017 | Risultati 8 giugno 2017 |
| Partito                    | Partito                                | Candidato                  | Voti                    | %                       |
| -------------------------- | -------------------------------------- | -------------------------- | ----------------------- | ----------------------- |
|                            | Laburista                              | Thangam Debbonaire         | 47 213                  | 65,93                   |
|                            | Conservatore                           | Annabel Tall               | 9 877                   | 13,79                   |
|                            | Verdi                                  | Molly Scott Cato           | 9 216                   | 12,87                   |
|                            | Lib Dem                                | Stephen Williams           | 5 201                   | 7,26                    |
|                            | Money Free Party                       | Jodian Rodgers             | 101                     | 0,14                    |
|                            |                                        |                            |                         |                         |
| Iscritti                   | Iscritti                               | Iscritti                   | 92 876                  | 100,00                  |
| ↳ Votanti (% su iscritti)  | ↳ Votanti (% su iscritti)              | ↳ Votanti (% su iscritti)  | 71 608                  | 77,10                   |
| ↳ Astenuti (% su iscritti) | ↳ Astenuti (% su iscritti)             | ↳ Astenuti (% su iscritti) | 21 268                  | 22,90                   |
|                            |                                        |                            |                         |                         |
|                            | Esito: collegio confermato a Laburista |                            |                         |                         |

| Partito                    | Partito                                      | Candidato                  | Risultati 7 maggio 2015 | Risultati 7 maggio 2015 |
| Partito                    | Partito                                      | Candidato                  | Voti                    | %                       |
| -------------------------- | -------------------------------------------- | -------------------------- | ----------------------- | ----------------------- |
|                            | Laburista                                    | Thangam Debbonaire         | 22 900                  | 35,66                   |
|                            | Verdi                                        | Darren Hall                | 17 227                  | 26,83                   |
|                            | Lib Dem                                      | Stephen Williams           | 12 103                  | 18,85                   |
|                            | Conservatore                                 | Claire Hiscott             | 9 752                   | 15,19                   |
|                            | UKIP                                         | Paul Turner                | 1 940                   | 3,02                    |
|                            | Indipendente                                 | Dawn Parry                 | 204                     | 0,32                    |
|                            | Unità della Sinistra                         | Stewart Weston             | 92                      | 0,14                    |
|                            |                                              |                            |                         |                         |
| Iscritti                   | Iscritti                                     | Iscritti                   | 89 191                  | 100,00                  |
| ↳ Votanti (% su iscritti)  | ↳ Votanti (% su iscritti)                    | ↳ Votanti (% su iscritti)  | 64 218                  | 72,00                   |
| ↳ Astenuti (% su iscritti) | ↳ Astenuti (% su iscritti)                   | ↳ Astenuti (% su iscritti) | 24 973                  | 28,00                   |
|                            |                                              |                            |                         |                         |
|                            | Esito: collegio passa da Lib Dem a Laburista |                            |                         |                         |

| Partito                    | Partito                              | Candidato                  | Risultati 6 maggio 2010 | Risultati 6 maggio 2010 |
| Partito                    | Partito                              | Candidato                  | Voti                    | %                       |
| -------------------------- | ------------------------------------ | -------------------------- | ----------------------- | ----------------------- |
|                            | Lib Dem                              | Stephen Williams           | 26 593                  | 48,05                   |
|                            | Laburista                            | Paul Smith                 | 15 227                  | 27,51                   |
|                            | Conservatore                         | Nick Yarker                | 10 169                  | 18,37                   |
|                            | Verdi                                | Ricky Knight               | 2 090                   | 3,78                    |
|                            | UKIP                                 | Christopher Lees           | 655                     | 1,18                    |
|                            | Indipendente                         | Danny Kushlick             | 343                     | 0,62                    |
|                            | Democratici                          | Jon Baker                  | 270                     | 0,49                    |
|                            |                                      |                            |                         |                         |
| Iscritti                   | Iscritti                             | Iscritti                   | 82 730                  | 100,00                  |
| ↳ Votanti (% su iscritti)  | ↳ Votanti (% su iscritti)            | ↳ Votanti (% su iscritti)  | 55 347                  | 66,90                   |
| ↳ Astenuti (% su iscritti) | ↳ Astenuti (% su iscritti)           | ↳ Astenuti (% su iscritti) | 27 383                  | 33,10                   |
|                            |                                      |                            |                         |                         |
|                            | Esito: collegio confermato a Lib Dem |                            |                         |                         |

### Elezioni negli anni 2000
| Partito                    | Partito                                      | Candidato                  | Risultati 5 maggio 2005 | Risultati 5 maggio 2005 |
| Partito                    | Partito                                      | Candidato                  | Voti                    | %                       |
| -------------------------- | -------------------------------------------- | -------------------------- | ----------------------- | ----------------------- |
|                            | Lib Dem                                      | Stephen Williams           | 21 987                  | 38,31                   |
|                            | Laburista                                    | Valerie Davey              | 16 859                  | 29,37                   |
|                            | Conservatore                                 | David Martin               | 15 429                  | 26,88                   |
|                            | Verdi                                        | Justin Quinnell            | 2 163                   | 3,77                    |
|                            | UKIP                                         | Simon Muir                 | 439                     | 0,76                    |
|                            | Laburista Socialista                         | Bernard Kennedy            | 329                     | 0,57                    |
|                            | Save Bristol North Baths Party               | Douglas Reid               | 190                     | 0,33                    |
|                            |                                              |                            |                         |                         |
| Iscritti                   | Iscritti                                     | Iscritti                   | 81 412                  | 100,00                  |
| ↳ Votanti (% su iscritti)  | ↳ Votanti (% su iscritti)                    | ↳ Votanti (% su iscritti)  | 57 396                  | 70,50                   |
| ↳ Astenuti (% su iscritti) | ↳ Astenuti (% su iscritti)                   | ↳ Astenuti (% su iscritti) | 24 016                  | 29,50                   |
|                            |                                              |                            |                         |                         |
|                            | Esito: collegio passa da Laburista a Lib Dem |                            |                         |                         |

| Partito                    | Partito                                | Candidato                  | Risultati 7 giugno 2001 | Risultati 7 giugno 2001 |
| Partito                    | Partito                                | Candidato                  | Voti                    | %                       |
| -------------------------- | -------------------------------------- | -------------------------- | ----------------------- | ----------------------- |
|                            | Laburista                              | Valerie Davey              | 20 505                  | 36,84                   |
|                            | Lib Dem                                | Stephen Williams           | 16 079                  | 28,89                   |
|                            | Conservatore                           | Pamela Chesters            | 16 040                  | 28,82                   |
|                            | Verdi                                  | John Devaney               | 1 961                   | 3,52                    |
|                            | Laburista Socialista                   | Bernard J. Kennedy         | 590                     | 1,06                    |
|                            | UKIP                                   | Simon D. Muir              | 490                     | 0,88                    |
|                            |                                        |                            |                         |                         |
| Iscritti                   | Iscritti                               | Iscritti                   | 84 855                  | 100,00                  |
| ↳ Votanti (% su iscritti)  | ↳ Votanti (% su iscritti)              | ↳ Votanti (% su iscritti)  | 55 665                  | 65,60                   |
| ↳ Astenuti (% su iscritti) | ↳ Astenuti (% su iscritti)             | ↳ Astenuti (% su iscritti) | 29 190                  | 34,40                   |
|                            |                                        |                            |                         |                         |
|                            | Esito: collegio confermato a Laburista |                            |                         |                         |

## Risultati dei referendum

### Referendum sulla permanenza del Regno Unito nell'Unione europea del 2016
|             | Collegio     | Lasciare UE % | Rimanere in UE % |
| ----------- | ------------ | ------------- | ---------------- |
|             | Bristol West | 20,7%         | 79,3%            |
|             | Inghilterra  | 53,3%         | 46,7%            |
| Regno Unito | 51,9%        | 48,1%         |                  |

Il collegio di Bristol West fu il secondo del Regno Unito con la percentuale più alta a favore della permanenza nell'Unione europea; il primo collegio fu Streatham, con il 79,5%.